# Zabrze Biskupice
Zabrze Biskupice – stacja kolejowa położona na zabrzańskim osiedlu Biskupice, w woj. śląskim, obecnie obsługująca wyłącznie ruch towarowy.
Ceglany dworzec w Biskupicach oddano do użytku w momencie otwarcia nowej linii kolejowej GliwiceBytom-Królewska Huta 27 października 1872 roku. Z założenia miała to być linia wspomagająca rozwijający się coraz intensywniej przemysł ciężki i wydobywczy. Kilkanaście lat wcześniej berliński przemysłowiec August Borsig rozpoczął w tym miejscu budowę wielkiego kombinatu górniczo – hutniczego z kopalnią Hedwigswunsch (późniejsza Jadwiga i jeszcze później Pstrowski) i Ludwigsglück (później Ludwik, obecnie nieczynna) oraz koksownią i hutą żelaza. Dla robotników tych zakładów wybudowano osiedle robotnicze noszące nazwę od jego założyciela – Borsigwerk. Kiedy linia kolejowa dotarła w pobliże tego miejsca stacja otrzymała tę samą nazwę. Od linii kolejowej odchodziły liczne bocznice w kierunku zakładów.
Sam dworzec miał służyć do obsługi pasażerskiej ludności dojeżdżającej koleją do zakładów. Budynek pełnił również dodatkową funkcję związaną z obsługą ruchu towarowego. Znajdowały się tam mieszkania pracowników kolei, którzy obsługiwali bardzo intensywny ruch towarowy. Stacja posiadała cztery perony, i 25 torów, z czego siedem torów do ruchu towarowego. W roku 1927 kolonia Borsigwerk została włączona do miasta Hindenburg, stacja zmieniła więc nazwę na Hindenburg-Borsigwerk. W latach 30. XX wieku pojawiła się też na krótko nazwa Hindenburg-Nordost. Kolejna zmiana nazwy nastąpiła po zmianie granic. Nazwa „Zabrze Biskupice” została do dziś.

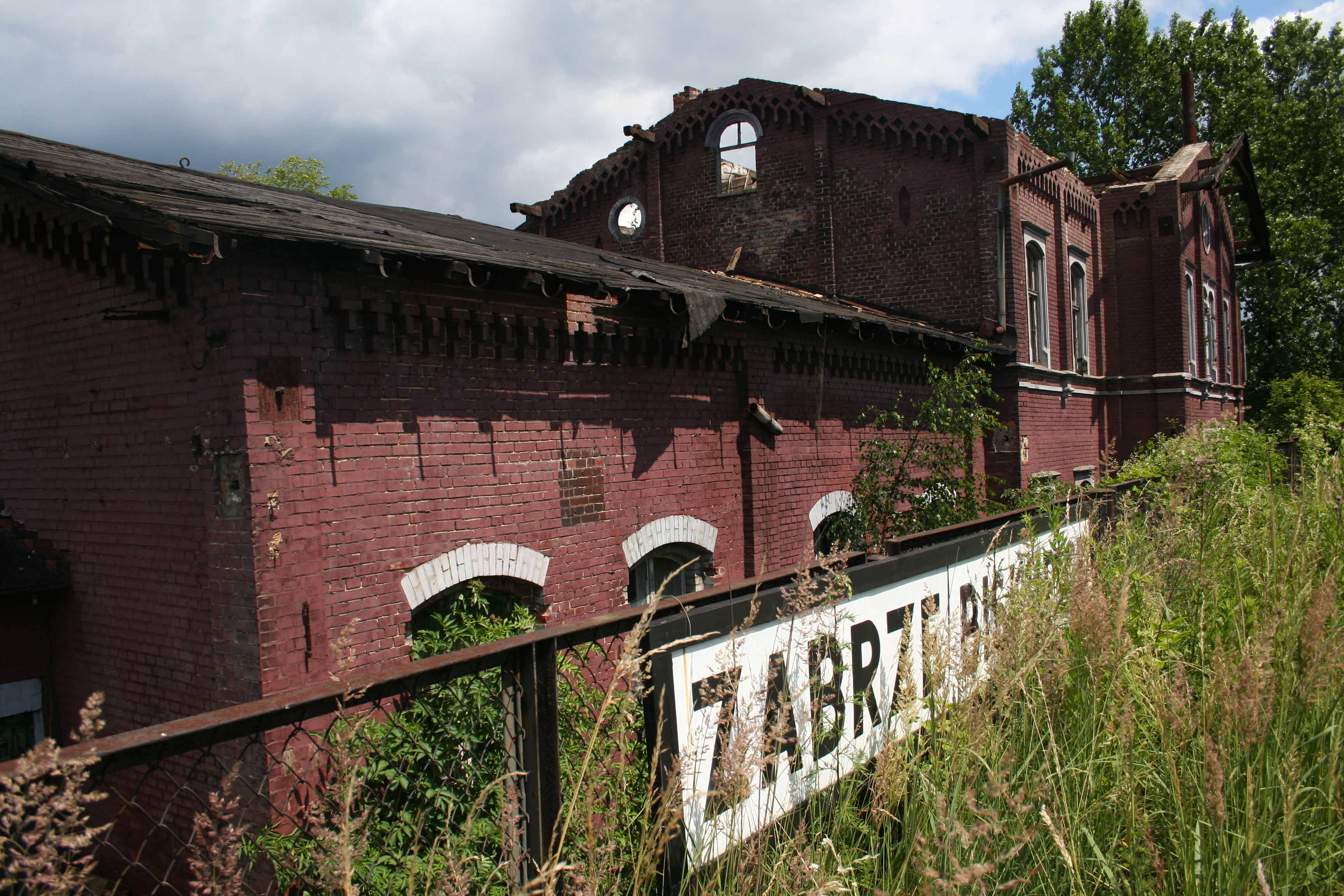
Dworzec w 2011 roku

Po II wojnie światowej, w czasach PRL-u była to największa stacja w Zabrzu; dworzec obsługiwał dość duży ruch pasażerski związany z dojazdem do okolicznych zakładów pracy. Wszystkie one znajdują się w pewnej odległości od osiedli, a przez wiele lat nie docierały tam autobusy. 